# Especially for You
Singles par Kylie Minogue
Je ne sais pas pourquoi
(1988) It's No Secret
(1988)
Singles par Jason Donovan
Nothing Can Divide Us
(1988) Too Many Broken Hearts
(1989)
Clip vidéo
[vidéo] « Especially for You », sur YouTube
Especially for You est une chanson écrite par Mike Stock, Matt Aitken et Pete Waterman et originellement enregistrée en duo par les Australiens Kylie Minogue et Jason Donovan.
Au Royaume-Uni, la chanson est initialement sortie en single à la fin de novembre 1988. Elle apparaît aussi sur le premier album de Jason Donovan, Ten Good Reasons (paru en mai de l'année suivante) et sur la version nord-américaine du deuxième album de Kylie Minogue, Enjoy Yourself.
Le single a passé quatre semaines à la 2e place du hit-parade britannique avant de prendre la 1re place pendant trois semaines (en décembre 1988 – janvier 1989).